# Bund für Geistesfreiheit
Der Bund für Geistesfreiheit (Kurzbezeichnung bfg) ist eine freigeistig orientierte Körperschaft des öffentlichen Rechts in Bayern in verschiedenen Ortsgemeinschaften. Der bfg Bayern ist ein Dachverband von neun örtlichen Gemeinschaften.

## Geschichte
Die Ursprünge reichen bis zur Deutschen Revolution von 1848 zurück; er entstammt der freireligiösen Bewegung. Frühere Bezeichnungen des bfg Bayern waren Freireligiöse Landesgemeinde Bayern K. d. ö. R. und Freigeistige Landesgemeinschaft Bayern (FLGB) K. d. ö. R. Im Dezember 1934 wurde die Freireligiöse Landesgemeinde verboten. Die freireligiöse Gemeinde in München (bfg München) konnte jedoch weiter bestehen und war Mitglied in der nicht verbotenen Freien Religionsgemeinschaft Deutschlands. Einzelne Personen und Gruppen schlossen sich der Deutschen Glaubensbewegung an.
Im Jahr 1947 wurde die Freireligiöse Landesgemeinde Bayern wieder gegründet und erhielt den Status einer Körperschaft des öffentlichen Rechts. Sie nannte sich ab 1977 Freigeistige Landesgemeinschaft Bayern und seit 1990 Bund für Geistesfreiheit (bfg) Bayern. Auch verschiedenen Ortsgemeinschaften entschieden sich im Laufe der Jahre für diese Bezeichnung.

## Ziele
Der bfg Bayern bezeichnet sich als Interessenvertretung konfessionsloser Bürger. Der bfg Bayern bezeichnet sich in seiner Satzung als „dogmenfrei, humanistisch, demokratisch und überparteilich“. Er orientiert sich an den Grundsätzen der Aufklärung und des Humanismus und fordert eine konsequente Trennung von Staat und Kirche. Ein Anliegen ist, die Privilegien der Kirchen und Religionsgemeinschaften abzubauen.
Der bfg Bayern erhält einen Staatszuschuss, den der Freistaat Bayern von sich aus gewährt.

## Organisation
Der bfg Bayern hat Mitgliedsorganisationen in Bamberg, Deggendorf, Erlangen, Fürth, Kulmbach/Bayreuth, München, Neuburg/Ingolstadt, Nürnberg, Regensburg und Schweinfurt. Die größte Ortsgemeinschaft bildet der bfg München. Einzelne Ortsgemeinschaften sind als eingetragene Vereine registriert, die weitaus meisten als Körperschaften des öffentlichen Rechts. Die Freidenker Ulm/Neu-Ulm sind als korporatives Mitglied dem bfg Bayern angeschlossen. Er hat ca. 8000 Mitglieder. Vorsitzender ist seit Juni 2024 Frank Riegler, der Michael Wladarsch ablöste.
Der bfg Augsburg ist seit 1990 eine eigenständige Körperschaft des öffentlichen Rechts und trat 2018 aus dem bfg Bayern aus.
Viermal im Jahr erscheint die Freigeistige Rundschau, eine Publikation des bfg Bayern. Im Bayerischen Rundfunk bestreitet der bfg Bayern regelmäßig alle 6 Wochen sonntägliche Rundfunkvorträge.
Der bfg Bayern gehört dem Zentralrat der Konfessionsfreien sowie der Vereinigung Internationale Humanistische und Ethische Union an. Mehrere Regionalgliederungen des bfg Bayern sind Mitglied im Internationalen Bund der Konfessionslosen und Atheisten.

## Wirken
Am 30. November 2016 erklärte das Bundesverfassungsgericht auf Antrag des bfg das totale Tanzverbot am Karfreitag, wie es bis dahin in Bayern gegolten hatte, für verfassungswidrig. Durch das generelle Verbot seien die Versammlungs- und Weltanschauungsfreiheit verletzt worden. Der bfg veranstaltet Heidenspaß-Partys am Karfreitag, seit dies vom Bundesverfassungsgericht erlaubt wurde.
Eine Mitgliedschaft im bfg Bayern schützte bis 2017 bei glaubensverschiedenen Ehen in Bayern vor dem Einzug des Besonderen Kirchgeldes. 2018 gab die Evangelisch-Lutherische Kirche in Bayern, die als einzige Konfession das Besondere Kirchgeld erhob, bekannt, dass sie dieses nicht mehr erheben werde.
Im Oktober 2018 reichten der bfg Bayern, bfg München und 25 Unternehmer, Politiker und Künstler, darunter Konstantin Wecker, Klage gegen den Kreuzerlass ein, dem zum 1. Juni 2018 eingeführten § 28 der Allgemeinen Geschäftsordnung für die Behörden in Bayern. Am 27. Mai 2020 entschied das Verwaltungsgericht München, dass die Aufhebung des § 28 AGO im Wege der Normenkontrollklage zu behandeln sei und verwies den entsprechenden Teil der Klage an den Bayerischen Verwaltungsgerichtshof. Am 17. September 2020 wies das Verwaltungsgericht München die anderen Teile der Klage ab, da laut Gericht nicht hinreichend dargelegt worden sei, durch welche Kreuze die Kläger betroffen seien und es nicht hinsichtlich der Häufigkeit und Schwere der Betroffenheit differenziert worden sei. Am 2. Juni 2022 wurden die Klagen vom Bayerischen Verwaltungsgerichtshof abgewiesen, vom Bundesverwaltungsgericht im Dezember 2023.

## Preise
Seit 2020 vergibt der bfg Bayern den Ludwig-Feuerbach-Schülerpreis für den Ethikunterricht an bayerischen Schulen.

## Publikationen
- Karl Bierl (Hrsg.): 25 Jahre Bund für Geistesfreiheit (bfg) Regensburg. 1977 bis 2002. Bund für Geistesfreiheit, Regensburg 2002.
- Helmut Steuerwald/Heinz J. G. Gremer: Bund für Geistesfreiheit Bayern, publiziert am 3. Juni 2019; in: Historisches Lexikon Bayerns[15]